# Александър Талев
Александър Талев, наричан Миндата, е български революционер, деец на Върховния македоно-одрински комитет.

## Биография
Роден в град Охрид, тогава в Османската империя, днес в Северна Македония. Влиза във ВМОК и в 1902 година е четник на Христо Саракинов, а по-късно е самостоятелен войвода.
При избухването на Балканската война в 1912 година е доброволец в Македоно-одринското опълчение и служи в четата на Кочо Хаджиманов, а в Междусъюзническата война е в Сборната партизанска рота на МОО.
Умира в 1948 година в София.